# Tour France
La Tour France è un grattacielo situato nel quartiere finanziario della Défense, a Puteaux, comune alla periferia di Parigi.
Situato sulle rive della Senna, il Tour France è, dopo la Tour Défense 2000, il condominio più alto dell'Île-de-France.

## Famoso abitante
Durante la sua costruzione, il cantante Gilbert Bécaud fece posare il suo pianoforte a coda da una gru all'ultimo piano, prima che venisse costruito il tetto, accompagnandolo personalmente durante la salita sulla piattaforma.